# المقاومة الفلسطينية في جنوب لبنان
المقاومة الفلسطينية في جنوب لبنان صراع مسلح بدأته المقاومة الفلسطينية التي تحصنت في جنوب لبنان ضد إسرائيل منذ عام 1968، وتطور لاحقاً إلى الحرب الأهلية اللبنانية في عام 1975 واستمر حتى خروج منظمة التحرير الفلسطينية من لبنان في حرب لبنان 1982. على الرغم من أن الجبهة الشعبية وبعض الفصائل الفلسطينية الأخرى واصلت الأنشطة العسكرية على مستوى منخفض ضد إسرائيل من الأراضي اللبنانية، بعد عام 1982، يعتبر هذا الصراع تحول من صراع بين فلسطين وإسرائيل إلى صراع بين إسرائيل وحزب الله. زهق تمرد جنوب لبنان الذي بلغت ذروته خلال سبعينات القرن العشرين، مئات الأرواح العسكرية والمدنية سواء الفلسطينية أو الإسرائيلية، ويعتبر من بين العناصر الأساسية لبدء الحرب الأهلية اللبنانية.

## تاريخ

### بداية عسكرة منظمة التحرير الفلسطينية
بدأت منظمة التحرير الفلسطينية من عام 1968 فصاعداً إجراء مداهمات من لبنان إلى داخل إسرائيل، وبدأت إسرائيل غارات انتقامية ضد لبنان لتشجيع الشعب اللبناني نفسه على التعامل مع الفدائيين. بعدما هوجمت طائرة إسرائيلية من قبل مسلحين فلسطينيين في مطار أثينا، قصفت إسرائيل مطار بيروت الدولي للانتقام، ودمرت 13 طائرة مدنية.
لم يتمكن المواطنين العزل من طرد المسلحين الأجانب، في حين كان الجيش اللبناني ضعيف جداً عسكرياً وسياسياً. وخضعت المخيمات اللأجئين الفلسطينيين للسيطرة الفلسطينية بعد سلسلة من الاشتباكات في عامي 1968 و1969 بين الجيش اللبناني وقوات الميليشيات الفلسطينية الصاعدة. في عام 1969 كفل اتفاق القاهرة حق اللاجئين في العمل، لتشكيل لجان حكم ذاتي، والانخراط في الكفاح المسلح. «تولت حركة المقاومة الفلسطينية الإدارة اليومية لمخيمات اللاجئين، وتوفير الأمن وكذلك الخدمات الصحية والتعليمية والاجتماعية».
يوم 8 مايو عام 1970، عبر فصيل تابع لمنظمة التحرير يسمى الجبهة الديمقراطية لتحرير فلسطين إلى إسرائيل ونفذت عملية فدائية في حافلة مدرسية بأفيفيم.

### أيلول الأسود ونقله إلى جنوب لبنان
في عام 1970، حاولت منظمة التحرير الفلسطينية الإطاحة بالعاهل الأردني، الملك حسين، وبعد إخماد التمرد الذي يسميه المؤرخون العرب بأيلول الأسود، خرجت قيادة منظمة التحرير الفلسطينية وقواتها من الأردن إلى سوريا وأخيراً لبنان، حيث زادت من المقاومة العابرة للحدود.

### التمرد يبلغ ذروته خلال السبعينيات

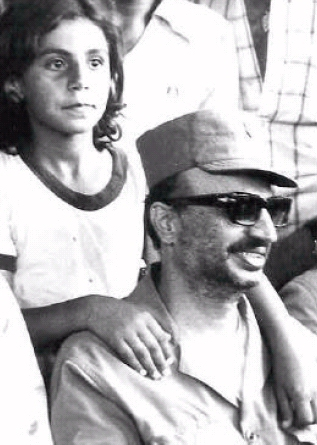
عرفات في لبنان، عام 1974

جندت فصائل منظمة التحرير الفلسطينية أعضاء جدد من مخيمات اللاجئين الفلسطينيين بالتزامن مع نقل مقراتها إلى بيروت. كان جنوب لبنان يلقب ب«أرض فتح» نظراً لهيمنة حركة فتح هناك والتي ينتمي إليها ياسر عرفات. مع عمل جيشها الخاص بحُرية في لبنان، تمكنت منظمة التحرير الفلسطينية من خلق دولة داخل الدولة. عاش أكثر من 300،000 مشرد فلسطيني في لبنان بحلول عام 1975. إلى جانب استخدامه كقاعدة عمليات لشن هجمات على إسرائيل وضد مصالح إسرائيلية في جميع أنحاء العالم، بدأت منظمة التحرير الفلسطينية والمنظمات الفلسطينية المسلحة الأخرى سلسلة من عمليات خطف الطائرات، والتي تستهدف رحلات جوية إسرائيلية ودولية، على متنها إسرائيليين ويهود. كان التأثير الأكثر عمقاً على لبنان هو زعزعة الاستقرار وزيادة الصراع الطائفي، الذي من شأنه تدهور الأوضاع في نهاية المطاف إلى حرب أهلية شاملة.
في رد فعل على عملية ميونيخ عام 1972، نفذت إسرائيل عملية ينبوع الشباب كما سمتها. وصل أعضاء من قوات النخبة الخاصة الإسرائيلية على متن قارب إلى لبنان يوم 9 أبريل عام 1973، وبمساعدة عملاء المخابرات الإسرائيلية، تسللت إلى مقر منظمة التحرير الفلسطينية في بيروت واغتالت عدد من قادتها.
في عام 1974 غيرت منظمة التحرير الفلسطينية تركيزها ليشمل العناصر السياسية اللازمة لإجراء حوار مع إسرائيل. أولئك الذين أصروا على الحل العسكري انشقوا لتشكيل جبهة الرفض، وأخذ ياسر عرفات الدور القيادي لمنظمة التحرير الفلسطينية.
قامت الجبهة الشعبية لتحرير فلسطين – القيادة العامة، التي انفصلت عن منظمة التحرير الفلسطينية في عام 1974، بعملية الخالصة في أبريل من ذلك العام. عبرت الجبهة الديمقراطية مرة أخرى إلى إسرائيل ونفذت عملية معالوت في مايو 1974.

### الحرب الأهلية اللبنانية (المرحلة الأولى)
كانت الحرب الأهلية اللبنانية (1975–1990) صراع معقد شهد مختلف الفصائل وتغير في التحالفات بين الموارنة والسنة والشيعة والفلسطينيين والدروز ومجموعات أخرى غير طائفية. السلطة الحكومية تم تخصيصها بين المجموعات الدينية المختلفة بموجب الميثاق الوطني القائم جزئياً على نتائج تعداد 1932. ولكن التغيرات في التركيبة السكانية وزيادة مشاعر الحرمان من قبل جماعات عرقية معينة، وكذلك الاشتباكات بين الفلسطينيين والإسرائيليين في جنوب البلاد أسهمت جميعها في اندلاع الحرب الأهلية اللبنانية.
ابتداءً من مايو عام 1976، زودت إسرائيل الميليشيات المارونية، بما في ذلك القوات اللبنانية بقيادة بشير الجميل، بالأسلحة والدبابات والمستشارين العسكريين. كانت الحدود بين إسرائيل ولبنان في ذلك الوقت يطلق عليها السياج جيد.
في يونيو 1976 تدخلت سوريا في الحرب الأهلية لدعم الحكومة ذات الغالبية المارونية خوفاً من فقدان الممر التجاري إلى ميناء بيروت، وبحلول شهر أكتوبر كان يتمركز 40،000 جندي داخل لبنان. وفي العام التالي غيرت سوريا موقفها وبدأت في دعم الفلسطينيين.
أقدم أحد عشر مسلح من منظمة التحرير الفلسطينية يوم 11 مارس 1978 على إنزال بحري في حيفا، حيث اختطفوا حافلة، بكامل ركابها، مما أسفر عن مقتل من كانوا على متنها في ما يعرف باسم مذبحة الطريق الساحلي. وبحلول نهاية اليوم، قتل تسعة فدائيين و37 مدنيا إسرائيلياً. رداً على ذلك، شنت إسرائيل مع 25،000 جندي، عملية الليطاني في 14 مارس 1978 بهدف احتلال جنوب لبنان، باستثناء مدينة صور. كان الهدف هو دفع منظمة التحرير الفلسطينية بعيداً عن الحدود ودعم جيش لبنان الجنوبي المتحالف مع إسرائيل.
في 22 أبريل عام 1979، هبط سمير القنطار وثلاثة أعضاء آخرين من جبهة التحرير الفلسطينية، وهو فصيل تابع لمنظمة التحرير الفلسطينية، في نهاريا قادمين من صور عن طريق القوارب. بعد قتل ضابط شرطة، كان قد اكتشف وجودهم، أخذوا أبا وابنته كرهائن في مبنى سكني. بعد فرارهم من الشرطة مع الرهائن عادوا إلى الشاطئ، ووقع تبادل لإطلاق النار مما أدى إلى مقتل شرطي واثنين من المسلحين. أَعدَم القنطار الرهائن قبل أن يتم القبض عليه مع المتسلل الآخر. في أبريل عام 1981، حاولت الولايات المتحدة التوسط من أجل وقف إطلاق النار في جنوب لبنان بين إسرائيل وسوريا ومنظمة التحرير الفلسطينية.

## الأثر

### حرب 1982
بدأت حرب لبنان 1982 يوم 6 يونيو 1982، عندما غزت إسرائيل لبنان رداً على محاولة لاغتيال السفير الإسرائيلي في لندن شلومو آرغوف تنبتها منظمة أبو نضال (مجموعة منشقة عن حركة فتح). وهاجمت القواعد العسكرية الفلسطينية ومخيمات اللاجئين الفلسطينيين والحركات العسكرية الفلسطينية الأخرى، بما فيها منظمة أبو نضال. قتل خلال الصراع أكثر من 17،000 لبناني، وفرض الجيش الإسرائيلي حصار على بيروت. خلال الحرب، وقع قتال بين إسرائيل وسوريا ايضاً. خوفاً من اتساع رقعة الصراع والهيبة التي منحها الحصار لرئيس منظمة التحرير الفلسطينية ياسر عرفات، حصلت الولايات المتحدة على موافقة جميع الأطراف لوقف إطلاق النار وشروط لإنسحاب منظمة التحرير الفلسطينية يوم 12 أغسطس. القوة المتعددة الجنسيات ذات الأغلبية المسلمة في لبنان وصلت للحفاظ على السلام وضمان انسحاب منظمة التحرير الفلسطينية. خرج عرفات من بيروت في 30 أغسطس 1982، واستقر في تونس.

### انتقال منظمة التحرير الفلسطينية إلى تونس وصراع جنوب لبنان
أدى الاجتياح الإسرائيلي عام 1982 إلى مغادرة منظمة التحرير الفلسطينية من لبنان إلى تونس وقد استفادت إسرائيل من إنشاء المنطقة الأمنية في جنوب لبنان حيث شهد الجليل تخفيف في عدد العمليات الفدائية، التي نفذتها منظمة التحرير في السبعينيات. على الرغم من النجاح الإسرائيلي في القضاء على قواعد منظمة التحرير الفلسطينية والانسحاب الجزئي في عام 1985، زاد الاجتياح الإسرائيلي فعلاً من شدة الصراع مع الميليشيات اللبنانية المحلية وأسفرت عن توحيد عدة حركات شيعية محلية في لبنان، بما في ذلك حزب الله وحركة أمل، من قبل حركة حرب العصابات غير المنظمة في الجنوب. على مر السنين، نمت الخسائر العسكرية من كلا الجانبين بشكل مضطرد، حيث استخدم كلا الطرفين أسلحة أكثر حداثة، وتقدم حزب الله في تكتيكاته. في بداية التسعينيات برز حزب الله، بدعم من سوريا وإيران، كمجموعة رائدة وقوة عسكرية، محتكراً إدارة نشاط حرب العصابات في جنوب لبنان.
أدى نقل قواعد منظمة التحرير الفلسطينية إلى تونس إلى تدهور العلاقات الإسرائيلية التونسية، والتي كانت تعتبر أكثر تسامحاً في السابق.